# Де (футболист)
Кле́дсон Карва́льо да Си́лва (порт.-браз. Cledson Carvalho da Silva; 6 февраля 1998, Бразилия), более известный как Де (порт.-браз. Dè) — бразильский футболист, полузащитник клуба «Мариехамн».

## Биография
Футболом начал заниматься в «Ипоре», впоследствии перебрался в «Сересу». В начале января 2018 перешел в «Анаполину». В футболке нового клуба дебютировал 7 мая 2019 в победном (2:1) выездном поединке 1-го тура Серии D чемпионата Бразилии против «Униан» (Рондонополис). Где вышел на поле в стартовом составе и отыграл весь матч. Первым голом за «Аполлину» отличился 26 мая 2019 на 21-й минуте ничейного (1:1) выездного поединка 4-го тура Серии D чемпионата Бразилии против «Операриу». Где вышел на поле в стартовом составе и отыграл весь матч. Всего в четвертом дивизионе бразильского чемпионата сыграл 5 матчей и отличился 2-мя голами.  С 2018 по 2020 год выступал за нижнелиговые бразильские клубы «Интер» (Бебедуро), «Анаполис», «Капитал», «Реал Арикемес» и «Сан-Франсиско».
21 июля 2021 подписал контракт с «Мариехамном». В футболке нового клуба дебютировал 7 августа 2021 в проигранном (0:1) выездном поединке 18-го тура Вейккауслиги против «Оула». Где вышел на поле в стартовом составе, на 52-й минуте получил желтую карточку, а на 73-й минуте его заменил Вахид Амбо. Первым голом за Мариегамн отличился 5 февраля 2022 года на 82-й минуте победного (3:2) выенного поединка 1-го тура группового этапа Кубка финской лиги против ХИКа. Кледсон вышел на поле в стартовом составе и отыграл весь матч. Первым голом за команду в Вейккауслиге отличился 22 июня 2022 на 77-й минуте победного (2:1) домашнего поединка 12-го тура Вейккауслиги против ХИКа. Да Силва вышел на поле в стартовом составе, а на 82-й минуте его заменил Вахид Амбо. В «Мариехамне» провел три сезона, за это время в чемпионате Финляндии сыграл 59 матчей (10 голов), 8 матчей (3 гола) – Кубка финской лиги и 8 поединков (7 голов) – в кубке Финляндии.
19 января 2024 года отправился в 6-месячную аренду с правом выкупа в «Александрию».